# いきものがかりの みなさん、こんにつあー!! 2012 〜NEWTRAL〜
『いきものがかりの みなさん、こんにつあー!! 2012 〜NEWTRAL〜』は、いきものがかりのライブ・ビデオ。2013年3月27日にDVD（2枚組）とBlu-ray Disc（1枚組）で発売。発売元はエピックレコードジャパン。

## 概要
5thアルバム『NEWTRAL』を引っさげて2012年4月から11月にかけて行なわれたホール&アリーナツアー『いきものがかりの みなさん、こんにつあー!! 2012 〜NEWTRAL〜』を映像化した作品で、本作には2012年11月4日に開催された横浜アリーナ公演の模様が収録されている。オリジナルアルバムを引っさげたツアーの映像が完全収録されるのはこれが初めてとなる。
初回生産限定盤は三方背BOX/デジパック仕様となっており、特典として「ライブCD」「フォトブック」「いきものカード033」が付属している。

## 収録曲

### Disc 1
1. 〜Opening〜
2. 風が吹いている
3. 〜World's Beat〜
次の曲「NEW WORLD MUSIC」の前奏。
4. NEW WORLD MUSIC
5. いつだって僕らは
6. 歩いていこう
ピアノのイントロが追加されている。
7. 白いダイアリー
『NEWTRAL』収録曲で唯一ホールツアーで演奏されていなかった曲で、アリーナツアーから追加された。
8. 夏・コイ
9. 帰りたくなったよ
この曲と「コイスルオトメ」はセンターステージで3人だけで演奏するアコースティック・コーナーとなっている。
今回のステージ構成では花道が存在しないため、3人は観客席を通ってセンターステージへ移動。
10. コイスルオトメ
演奏中はセンターステージの上に設置している照明装置が動いて、ハートなどのさまざまな形を作り出す。
11. 〜Instrumental Session〜
12. おやすみ
13. 〜Labyrinth〜
次の曲「恋詩」の前奏で、サポートベーシストの安達貴史によるコントラバスと、ストリングスチームリーダーの真部裕によるヴァイオリンがメインで構成されている。
14. 恋詩
この曲ではホーンセクションとストリングスチームリーダーの真部がステージ前方に出てきて演奏する。
15. ブルーバード
16. 笑ってたいんだ
演奏開始と同時に紙ふぶきが入った大きな風船が観客席に投げ込まれる。
17. じょいふる
これまでのライブで行なっていた観客とのコール&レスポンスなしで演奏が始まる。
間奏ではサポートメンバーによるライブが行なわれた都市にちなんだ楽曲が演奏されているが、映像ではその部分はカットされている。
18. KISS KISS BANG BANG
19. KIRA★KIRA★TRAIN
ラストではサポートドラマーの玉田豊夢によるソロプレイが追加されている。
20. ありがとう

### Disc 2
1. 〜Every Way Home〜
2. 地球
3. 気まぐれロマンティック
ホールツアーで演奏されていた「ハルウタ」に代わって追加された曲。
4. 会いにいくよ
5. 風が吹いている -reprise-
前の曲「会いにいくよ」のアウトロから続けて演奏される。曲のラスト「La La La…」の部分を3人と観客全員で大合唱。

特典映像
1. 〜Labyrinth〜
2. 〜Every Way Home〜

### CD
DVD版、BD版の初回生産限定盤に付属。『NEWTRAL』収録曲を中心にセレクトされたライブ音源13曲が収録されている（音源は映像と同一のもの）。
1. 風が吹いている
2. NEW WORLD MUSIC
3. いつだって僕らは
4. 歩いていこう
5. 白いダイアリー
6. 帰りたくなったよ
7. コイスルオトメ
8. おやすみ
9. 恋詩
10. 笑ってたいんだ
11. KISS KISS BANG BANG
12. 地球
13. 会いにいくよ 〜 風が吹いている -reprise-

## 参加ミュージシャン
- いきものがかり
  - 吉岡聖恵：ボーカル
  - 水野良樹：ギター・コーラス
  - 山下穂尊：ギター・ハーモニカ・コーラス
- 本間昭光：プロデューサー・アレンジ&キーボード&ダンス
- 林部直樹：ギター
- 安達貴史：ベース
- 玉田豊夢：ドラムス
- 坂井"Lambsy"秀彰：パーカッション
- 足立賢明：マニピュレーター
- 真部裕ストリングス
  - 真部裕：1stヴァイオリン
  - 藤堂昌彦：2ndヴァイオリン
  - 生野正樹：ヴィオラ
  - 結城貴弘：チェロ
- 竹上楽しみまホーンズ
  - 竹上良成：サックス
  - 佐久間勲：トランペット
  - 池田雅明：トロンボーン